# Šošůvka
Šošůvka (deutsch Schoschuwka) ist eine Gemeinde mit 737 Einwohnern in Tschechien. Sie befindet sich im Mährischen Karst, 8 km östlich von Rájec-Jestřebí und gehört dem Okres Blansko an.

## Geographie
Das Dorf liegt im 550 m Höhe auf der Hochfläche zwischen Sloup und Holštejn, deren höchste Erhebung die östlich des Ortes befindliche Helišova skála darstellt. In Richtung Sloup befindet sich im Innern dieser Karstfläche das Höhlensystem der Sloupsko-šošůvské jeskyně. Die bekannte Šošůvská jeskyně (Schoschuwkahöhle) ist Teil dessen und liegt 1,5 km südwestlich im Trockental Pustý žleb. Zwischen Dorf und Höhle, am Šošůvská propast (Schoschuwka-Abgrund), einem großen Bruch steht ein Kalkofen. Vom Kalkabbau zeugen mehrere alte Kalkschächte.
Am Westhang der 613 m hohen Helišova skála, die eine gute Aussicht bietet, ist ein großer, teilweise mit Wasser gefüllter Bruch, der als Badeteich genutzt wird. Weitere Dolinen und Erdfälle sind in der Umgebung des Dorfes. Im Ortszentrum ist eine Touristenunterkunft geschaffen worden.

## Geschichte
Šošůvka ist erstmals im Jahre 1374 erwähnt worden. Seit 1789 führt der Ort ein eigenes Siegel.

## Gemeindegliederung
Für die Gemeinde Šošůvka sind keine Ortsteile ausgewiesen. Grundsiedlungseinheiten sind Ke Sloupu und Šošůvka.

## Kapelle
Im Jahre 1942 beschloss der Gemeinderat, das durch die Witterung geschädigte Glockentürmchen der im Ort befindlichen Kapelle aus dem Jahre 1731 abzutragen. Die Glocke wurde 1943 bei der örtlichen Freiwilligen Feuerwehr eingelagert, da wegen des Kriegsverlaufes der Neubau ausgesetzt werden musste. Zwanzig Jahre später hatte sich an dem Zustand noch immer nichts geändert und 1963 musste die Kapelle ganz abgetragen werden. 1973 begannen Planungen zur Errichtung einer Trauerhalle auf den Friedhof, die aber nicht realisiert wurden. Im Jahre 2000 wurde der Plan zur Errichtung einer Kapelle am Friedhof gefasst. Sechzig Jahre nach der Abnahme der Glocke konnte 2003 die neue Kapelle des Heiligen Wenzel und der heiligen Agnes von Böhmen eingeweiht werden. Neben der Gemeinde, Sponsoren und den Einwohnern wurde der Neubau der modernen Kapelle vor allem auch durch die Unterstützung von Josef Broušek, einem 1948 in die Nähe von Toronto in Kanada ausgewanderten Sohn des Ortes, ermöglicht.
Die Kapelle prägt das Ortsbild, sie ist weithin sichtbar an dem Helišova skála gegenüberliegenden Hang eines 586 m hohen Berges erbaut worden.